# Futaba (Fukushima)
Futaba (双葉町?) è una cittadina giapponese della prefettura di Fukushima. A gennaio 2022 sono stati annunciati che sarebbero iniziati dei lavori per far tornare la città abitabile.